# Rhome
Rhome – miasto w Stanach Zjednoczonych, w stanie Teksas, w hrabstwie Wise. Według spisu ludności z roku 2000, w Rhome mieszka 551 mieszkańców.